# Serbia Central
Serbia Central no es una división administrativa de Serbia como tal, pero se halla bajo la jurisdicción directa de las autoridades de la república, a diferencia de las provincias de Kosovo y Metojia y de Voivodina que tienen un cierto grado de autonomía territorial.

## Subdivisión administrativa

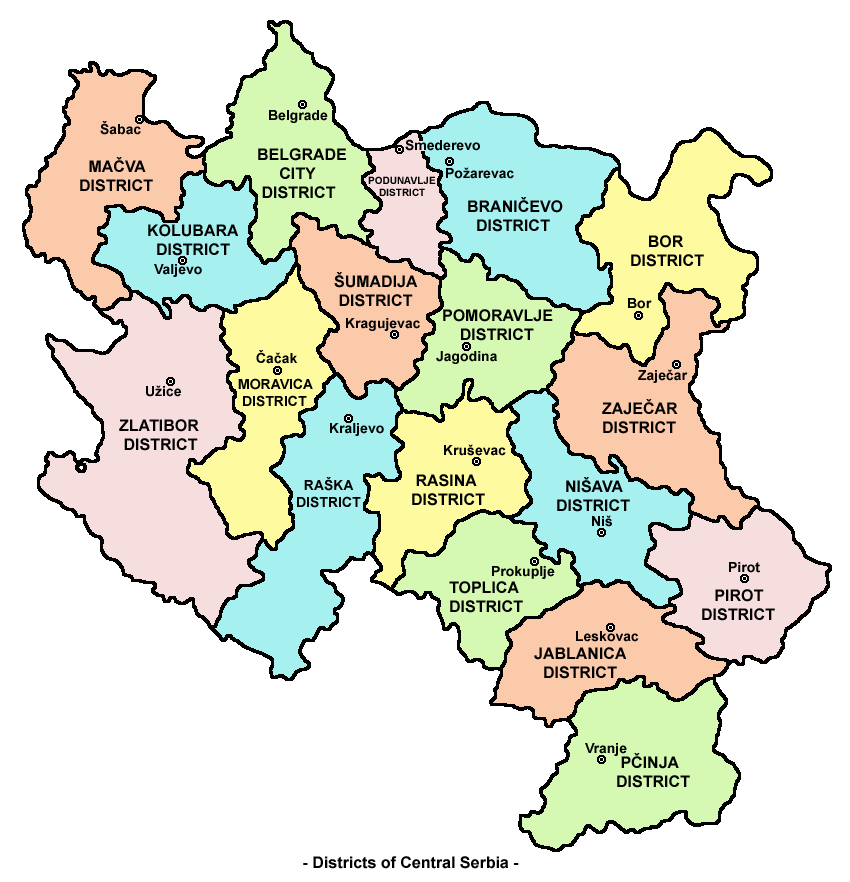
Distritos de Serbia Central.

El territorio de Serbia Central está dividido en 17 distritos y la ciudad de Belgrado, mientras que los distritos están subdivididos en municipalidades. Los distritos son:
- Bor
- Braničevo
- Jablanica
- Kolubara
- Mačva
- Moravica
- Nišava
- Pčinja
- Pirot
- Podunavlje
- Pomoravlje
- Raška
- Rasina
- Šumadija
- Toplica
- Zaječar
- Zlatibor

## Historia

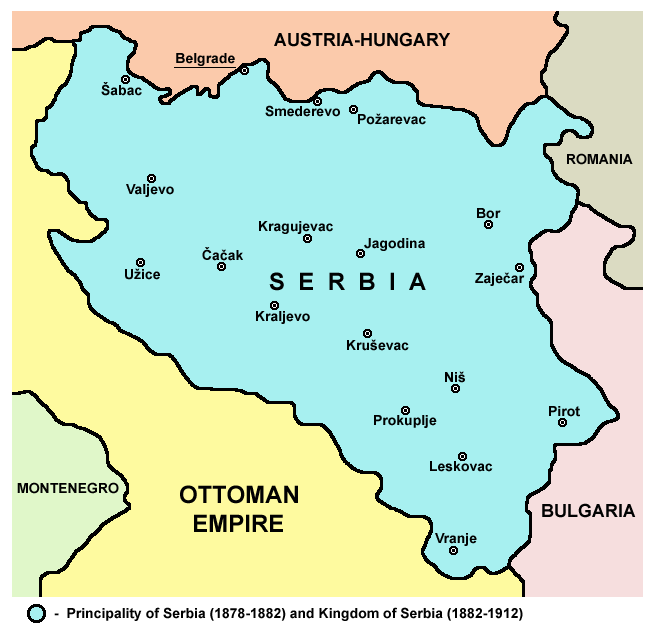
Límites de Serbia en 1878, los cuales fueron similares a las fronteras de la actual Serbia Central.

Viminacium (ahora Kostolac) fue la capital de la provincia romana de Mesia en el siglo II d. C. Las varias capitales
de los estados serbios medievales estuvieron también localizadas en el actual territorio de Serbia Central: Ras (la capital de Raška), Debrc (capital de Sirmia) y Belgrado (capital del reino de Stefan Dragutin Nemanjić), Kruševac (la capital del estado de Lazar Hrebeljanović), y Smederevo (la capital del Despotado de Serbia).
Después el Despotado de Serbia fue conquistado por el Imperio otomano en el siglo XV. Una unidad administrativa otomana fue llamada Sanjak de Smederevo, formado con sede en la ciudad de Smederevo. Después la sede de Sanjak fue cambiada a Belgrado, y el territorio llegó a conocerse como el Bajalato (Pashaluk) de Belgrado.
Alrededor de 1718 y 1739, la región estuvo bajo el reinado de los Habsburgo, y después del Primer Levantamiento Serbio en 1804, la región llegó a ser un estado serbio libre conocido como parte de Serbia. Este fue conquistado de nuevo por los otomanos en 1813, pero tras el Segundo Levantamiento Serbio (1815-1817), acabó siendo reconocida como un principado autónomo en el Imperio otomano. En 1878, Serbia llegó a ser un estado de mucha independencia. Los límites de Serbia establecidos en 1878 fueron muy similares a los límites actuales de Serbia Central.
En 1913, Serbia expandió sus fronteras hacia el sur, recuperando el control de una gran parte del actual Kosovo y de Macedonia del Norte.

## Geografía
Algunas regiones geográficas importantes de Serbia Central:
- Mačva
- Timočka Krajina
- Posavina
- Podrinje
- Zlatibor
- Raška
- Sandžak
- Valle de Preševo

- Datos: Q190773
- Multimedia: Central Serbia / Q190773